# Грімія довгоноса
Грімія довгоноса (Grimmia longirostris) — вид мохів порядку гріміальних (Grimmiales).

## Поширення
Батьківщиною є Європа, Африка, Північна Америка, Північна Америка, Азія, Австралія, Нова Зеландія.
Населяє відкритий, сухий, кислий граніт і кварцит; на висотах 100–3100 м.

## Характеристика
Рослини в компактних пучках, від жовто-зеленого до темно-оливкового кольору. Стебла 1–2 см. Листки яйцювато-ланцетні, 1.5–3 × 0.6–0.7 мм, кілеві, один край загнутий проксимально, остюки 0.5–1.5 мм. Коробочкові ніжки прямі, (1)2–4 мм. Коробочка зазвичай присутня, жовта, довгасто-яйцеподібна чи циліндрична.